# NAIA Men's Golf Championship
Het NAIA Men's Golf Championship is een nationaal golfkampioenschap in de Verenigde Staten. Er wordt in universiteitsteams gespeeld en er wordt ook individueel gescoord.
De eerste editie was in 1952. Sponsor van het toernooi is de National Association of Intercollegiate Athletics (NAIA).

## Winnaars
| Jaar | Baan                                 | Universiteitsteam                    | Individual                                                                                            |
| ---- | ------------------------------------ | ------------------------------------ | --- |
| 1952 |                                      | North Texas State                    | Marion Hiskey, North Texas Mean Green                                                                 |
| 1953 |                                      | Hardin–Simmons University            | Tommy Hale, Hardin–Simmons University                                                                 |
| 1954 |                                      | North Texas State                    | Marion Hiskey, North Texas Mean Green                                                                 |
| 1955 |                                      | North Texas State                    | Ray Ferguson, North Texas Mean Green                                                                  |
| 1956 |                                      | Lamar Tech                           | Bunky Johnson, Lamar Cardinals                                                                        |
| 1957 |                                      | Lamar Tech                           | Jim Curti, Rollins College                                                                            |
| 1958 |                                      | Lamar Tech                           | Eddie Langer, Lamar Cardinals                                                                         |
| 1959 |                                      | Western Illinois University          | Jim King, Western Illinois Leathernecks                                                               |
| 1960 |                                      | Lamar Tech                           | Bill Wright, Western Washington State College                                                         |
| 1961 |                                      | Lamar Tech                           | Bill Levely, Lamar Cardinals                                                                          |
| 1962 |                                      | Western Illinois University          | Steve Spray, Eastern New Mexico University                                                            |
| 1963 |                                      | Eastern New Mexico University        | Steve Spray, Eastern New Mexico University                                                            |
| 1964 |                                      | Texas Wesleyan College               | Craig Mertz, East Texas State                                                                         |
| 1965 |                                      | East Texas State                     | Craig Mertz, East Texas State                                                                         |
| 1966 |                                      | University of Southwestern Louisiana | Don Iverson, Wisconsin State University–La Crosse                                                     |
| 1967 |                                      | University of Southwestern Louisiana | John Bohmann, Texas Lutheran College                                                                  |
| 1968 |                                      | Indiana University of Pennsylvania   | Rick Hrip, Indiana University of Pennsylvania                                                         |
| 1969 |                                      | Texas Wesleyan College               | Ken Hyland, Malone Pioneers                                                                           |
| 1970 |                                      | Campbell University                  | Jimmy Chapman, Texas State Bobcats                                                                    |
| 1971 |                                      | Saint Bernard College                | Sammy Rachels, Columbus College                                                                       |
| 1972 |                                      | U.S. International University        | Gaylord Burrows, Eastern Illinois Panthers Jim McAnally, Angelo State University                      |
| 1973 |                                      | Wofford College                      | Jay Overton, Campbell University Mike Zack, Saint Bernard College                                     |
| 1974 |                                      | U.S. International University        | Dan Frickey, Washburn Ichabods                                                                        |
| 1975 |                                      | Texas Wesleyan College               | Dan Gray, Texas Wesleyan College                                                                      |
| 1976 |                                      | Gardner–Webb University              | Will Brewer, David Lipscomb College                                                                   |
| 1977 |                                      | Gardner–Webb University              | Jim Bromley, Campbell Fighting Camels                                                                 |
| 1978 |                                      | Sam Houston State University         | Greg Brown, Point Loma College                                                                        |
| 1979 |                                      | Sam Houston State University         | Robert Thompson, Sam Houston State University                                                         |
| 1980 |                                      | Sam Houston State University         | Tom Allbright, Sam Houston State Bearkats Danny Mijovic, Texas Wesleyan College                       |
| 1981 |                                      | Sam Houston State University         | Danny Mijovic, Texas Wesleyan College                                                                 |
| 1982 |                                      | Elon University                      | Danny Mijovic, Texas Wesleyan College                                                                 |
| 1983 |                                      | Cameron University                   | Dow Brian, Texas Wesleyan College Bill Brooks, Guilford College Danny Mijovic, Texas Wesleyan College |
| 1984 |                                      | Limestone College                    | Chip Johnson, Limestone College                                                                       |
| 1985 |                                      | Huntingdon College                   | Dan Penny, Huntingdon College                                                                         |
| 1986 |                                      | Huntingdon College                   | Jon Hough, Kennesaw College Rob Odom, Guilford College                                                |
| 1987 |                                      | Huntingdon College                   | Joe Durant, Huntingdon College                                                                        |
| 1988 |                                      | Huntingdon College                   | David Schreyer, Huntingdon College                                                                    |
| 1989 |                                      | Guilford College                     | Nicky Martin, Huntingdon College                                                                      |
| 1990 |                                      | Texas Wesleyan University            | Andy Fuller, Texas Wesleyan University                                                                |
| 1991 |                                      | University of North Florida          | Cam Beckman, Texas Lutheran College                                                                   |
| 1992 |                                      | Huntingdon College                   | Jamie Burns, University of North Florida Scott Gardner, Cumberland College                            |
| 1993 |                                      | University of North Florida          | Jamie Burns, University of North Florida                                                              |
| 1994 |                                      | Huntingdon College                   | Henrik Nyström, Lynn University                                                                       |
| 1995 |                                      | Texas Wesleyan University            | Steve Armstrong, Pfeiffer College                                                                     |
| 1996 |                                      | Lynn University                      | Steve Galko, Texas Wesleyan University                                                                |
| 1997 |                                      | University of Mobile                 | Keith Hoard, Spring Hill College                                                                      |
| 1998 | Southern Hills Country Club          | Berry College                        | Chris Gaines, Texas Wesleyan University                                                               |
| 1999 | PGA National                         | Texas Wesleyan University            | Brent Osachoff, Simon Fraser University                                                               |
| 2000 | Isleta Eagle Golf Course             | Malone College                       | David Tuyo, University of Mobile Rams                                                                 |
| 2001 | Isleta Eagle Golf Course             | Oklahoma City University             | Justin Walters, Huntingdon College                                                                    |
| 2002 | Matanzas Woods Golf Club             | Oklahoma City University             | Tyrone Van Aswegen, Oklahoma City University                                                          |
| 2003 | Matanzas Woods Golf Club             | Oklahoma City University             | Nicolas Allain, Oklahoma City University                                                              |
| 2004 | Prairie Highlands Golf Course        | Oklahoma City University             | Chad Wensel, The Master's College                                                                     |
| 2005 | Prairie Highlands Golf Course        | Johnson & Wales University (Florida) | Jim Renner, Johnson & Wales University (Florida)                                                      |
| 2006 | Prairie Highlands Golf Course        | Oklahoma City University             | Joe Prince, Point Loma Nazarene University                                                            |
| 2007 | Indiana National Golf Club           | Oklahoma City University             | Daniel Mitchell, Oklahoma City University                                                             |
| 2008 | Indiana National Golf Club           | University of British Columbia       | Sam Cyr, Point Loma Nazarene University                                                               |
| 2009 | TPC at Deere Run                     | Oklahoma Christian University        | Sam Cyr, Point Loma Nazarene University                                                               |
| 2010 | TPC at Deere Run                     | Oklahoma City University             | Justin Lower, Malone University                                                                       |
| 2011 | TPC at Deere Run                     | Oklahoma Christian University        | Oscar Stark, Oklahoma Christian University                                                            |
| 2012 | Creekside Golf Club                  | Oklahoma City University             | Carson Kallis, University of Victoria                                                                 |
| 2013 | Creekside Golf Club                  | Oklahoma City University             | Sondre Ronold, Oklahoma City University                                                               |
| 2014 | Daytona Beach, Florida               | College of Coastal Georgia           | James Marchesani, Oklahoma City University                                                            |
| 2015 | Daytona Beach, Florida               | College of Coastal Georgia           | Sean Elliott, Dalton State College                                                                    |
| 2016 | Deere Run, Moline (Illinois)         | Oklahoma City University             | David Ravetto, Texas Wesleyan University                                                              |
| 2017 | Deere Run, Moline (Illinois)         | Grand View University                | Rowan Lester, Texas Wesleyan University                                                               |
| 2018 | Deere Run, Silvis (Illinois)         | Oklahoma City University             | S. M. Lee, Dalton State College                                                                       |
| 2019 | Las Sendas Golf Club, Mesa (Arizona) | Texas Wesleyan University            | Mark Johnson, College of Coastal Georgia                                                              |
| 2020 | Las Sendas Golf Club, Mesa (Arizona) | Afgelast wegens het coronavirus      | Afgelast wegens het coronavirus                                                                       |

## Bron
- Dit artikel of een eerdere versie ervan is een (gedeeltelijke) vertaling van het artikel NAIA Men's Golf Championship op de Engelstalige Wikipedia, dat onder de licentie Creative Commons Naamsvermelding/Gelijk delen valt. Zie de bewerkingsgeschiedenis aldaar.